# Ocular

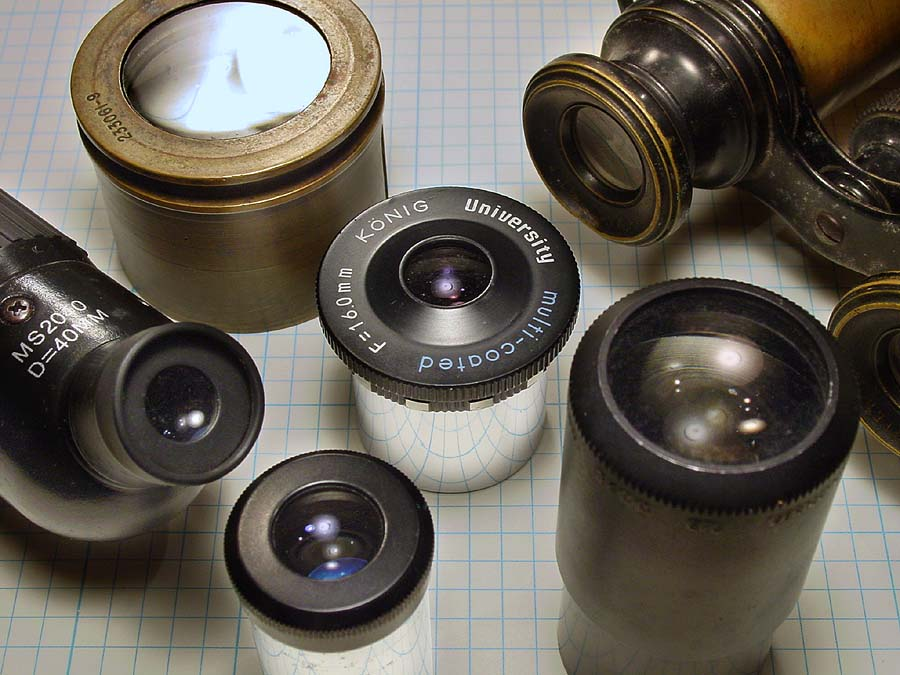
Diferents tipus de oculars.

L'ocular és un conjunt de lents que forma part dels instruments òptics subjectius tals com els microscopis i els telescopis, es posen davant de l'ull de l'observador per augmentar la imatge que proporciona l'objectiu de l'instrument .
Existeix diferents tipus d'oculars:
- Oculars negatius: Participen en la formació de la imatge primària i, per tant, no serveixen de lupa.
- Oculars positius: Augmenten la imatge per si sola. La imatge només la forma l'objectiu i, per tant, serveix de lupa.
- Compensador: Corregeix algunes aberracions.
- De mida: Incorpora un reticle graduat per mesurar les partícules observades.

## Diferents tipus d'oculars

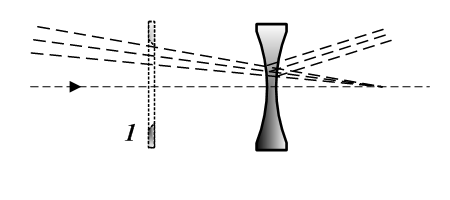
Galilean ocular
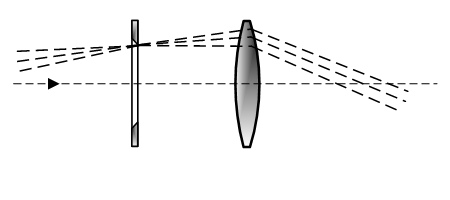
Kepler ocular
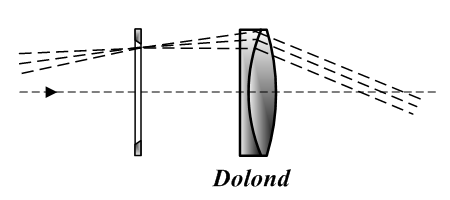
Dolond ocular
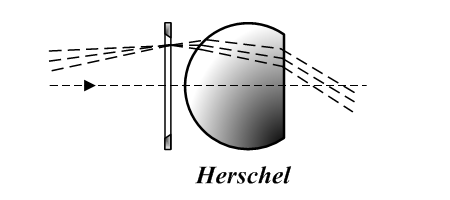
Herschel ocular
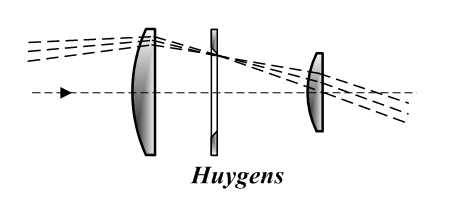
Huygens ocular
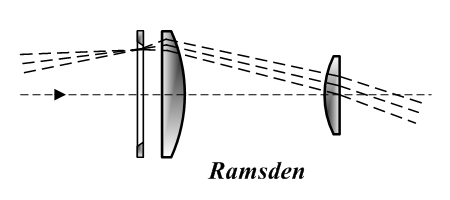
Ramsden ocular
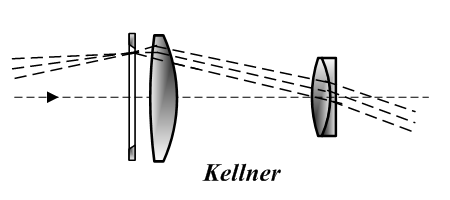
Kellner ocular
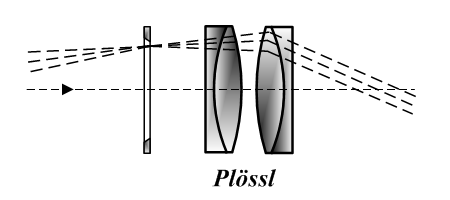
Plössl ocular
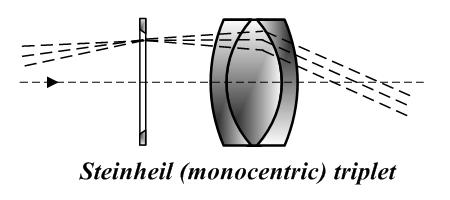
Steinheil ocular
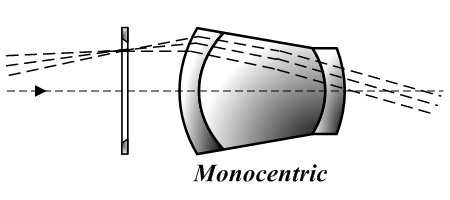
Monocentric ocular
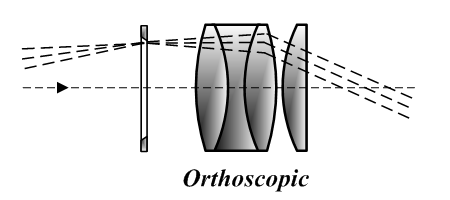
Orthoscopic ocular
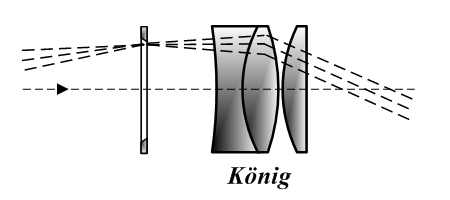
König ocular
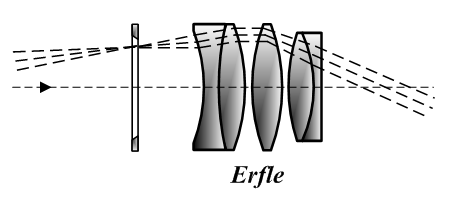
Erfle ocular
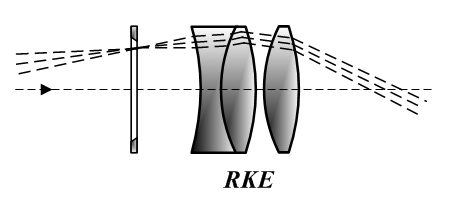
RKE ocular
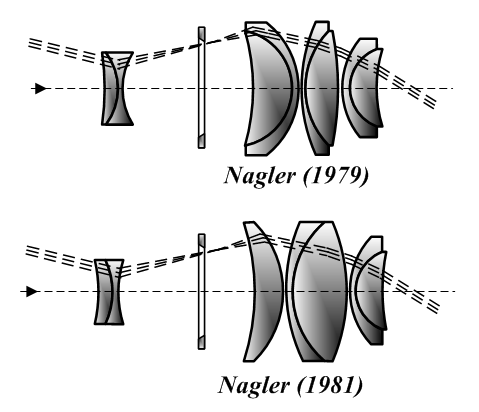
Nagler ocular
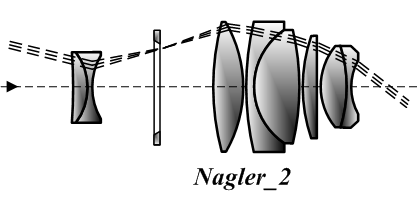
Nagler ocular